# Pardubice
Pardubice (németül Pardubitz) város a Cseh Köztársaságban, Csehország tartomány keleti részében. A Pardubicei kerület központja.
Itt találták fel a Semtex plasztik robbanóanyagot. Pardubicében 1874-ben futották először világ egyik leghíresebb lóversenyét, a parudubicei derbyt.

## Fekvése
Pardubice az Elba mindkét partján terül el, annak Chrudimka folyóval történő összefolyásánál. körülbelül a 15 és 16 ° keleti földrajzi hosszúság és 50 ° északi szélesség táján. Pardubice 104 km-re keletre terül el Prágától és mintegy 20 km-re délre Hradec Králové (Königgrätz) városától, mintegy 10 km-re északra Chrudimtől. Pardubice és környéke a mérsékelt övbe tartozik és palearktikus éghajlattal rendelkezik. A város az Elba-menti alföldön terül el 215 és 237 méter tengerszint feletti magasságban. Területe közel 78 km².

## Lakosság
Pardubice kerületi város jelentős közigazgatási, lakhatási, szolgáltatási és gyártási funkcióval a Pardubice-Hradec Králové-i agglomerációban. 2005. január 1-én a városnak 88 181 lakosa volt, ebből 47,8% férfi és 52,2% nő. Az átlagos életkor 41,4 év volt. A lakosság életkor szerinti eloszlásából kiderül, hogy a lakosság legnagyobb része 15-59 év közötti, 0-14 év közöttiek száma fogyóban van, ami azt is mutatja, hogy a jövőben mind a 15-59 év közöttiek, mind pedig a 60 éven felüliek száma is megnő.
A város lakossága a 19. századtól viszonylag gyorsan emelkedett elsősorban az erőteljes ipari fejlődésnek köszönhetően. A fejlődést elősegítette a Prága – Česká Třebová vasútvonal megépítése is. 1993-tól a város lakossága csökkenésnek indult. A város és járás lakosságának arányáról elmondható, hogy 1991-ig az arány a város javára növekedett, azóta az arány csökken, feltehetőleg, mivel mára elérhető lakhatási lehetőségek mutatkoznak vidéken is.
1940-ig Pardubice város központi részből és a Bílí ("fehér") elővárosból állt. 1954-ben a városhoz csatolták Pardubičky és Dubina községeket, majd 1960-ban Doubravice, Ohrazenice, Polabiny, Semtín, Popkovice és Rosice nad Labem, 1964-ben Trnová, Svítkov és Srnojedy, 1976-ban Dražkovice, Nemošice, Mnětice, Drozdice, Černá za Bory, Spojil és Staré Čívice és végül 1986-ban Lány na Důlku és Opočínek községeket. 1993-ban Srnojedy önállósodott, 2006-ban a városhoz csatolták Hostovice községet. Jelenleg a város területe 19 kataszteri egységre oszlik, melyek teljes területe 7 772 ha.

## A város kerületei
- Pardubice I – Bílé Předměstí (Fehér előváros) (rész), Pardubice-Staré Město (Óváros), Zámek (Vár), Zelené Předměstí (Zöld előváros) (rész)
- Pardubice II – Polabiny, Cihelna
- Pardubice III – Bílé předměstí (Fehér előváros) (rész), Studánka (rész)
- Pardubice IV – Bílé Předměstí (Fehér előváros) (rész), Černá za Bory, Drozdice, Mnětice, Nemošice, Pardubičky, Staročernsko, Studánka (rész), Žižín
- Pardubice V – Dražkovice, Nové Jesenčany, Zelené Předměstí (Zöld előváros) (rész)
- Pardubice VI – Lány na Důlku, Opočínek, Popkovice, Staré Čívice, Svítkov, Zelené Předměstí (Zöld előváros) (rész)
- Pardubice VII – Doubravice, Ohrazenice, Rosice, Semtín, Trnová
- Pardubice VIII – Hostovice

## Története
Pardubice első írásos említése 1295-ből származik, amikor VIII. Bonifác pápa a cseh alapítású vörös csillagos keresztes lovagok (cyriák rend) kolostoráról és Szent Bertalan templomáról tesz említést Pardubicen. A város első birtokosa Dubé-i Púta volt a 14. század elején. Púta gyermekei 1325 táján elcserélték Pardubicet Hostýn-i Ernővel. Az ő fia Pardubicei Ernő (Arnošt z Pardubic) volt Prága első érseke. A város címerét a Pardubicei család címeréből vette, melyben vörös mezőben fehér (ezüst) ló arany kantárral látható. Pardubicei Ernő érsek 1340-es végrendelete az első írásos dokumentum Pardubice város létezéséről. Ez alapján feltételezhető, hogy Pardubicet valamikor 1332-1340 között emelték városi rangra. 1390-ben az uradalmat Milheimi János (Hanuš z Milheimu) vette meg, az ő halála után, a huszita háborúk kezdetén, kunstadti Boček Viktorin (Viktorín Boček z Kunštátu) volt a város birtokosa. A huszita háborúk idején a várost Mitrovi Hlaváč János (Jan Hlaváč z Mitrova) morva nemes birtokolta.
1491-ben Pardubicet Pernsteini Vilmos (Vilém z Pernštejna) vette meg, az akkori Cseh Királyság leghatalmasabb főura. Az ő ideje alatt a város fejlődésnek indult. Vilmos elkezdte a pardubicei vízivár átépítését gótikus várkastéllyá. Az átépítést fiai Adalbert (Vojtěch) és János (Jan) folytatták reneszánsz stílusban. A várkastély máig megmaradt. A Pernsteiniek idejében alakult ki az egész történelmi városmag, annak reneszánsz főterével, festői utcáival, illetve Pardubice hírességével a Zöld-kapuval. Pardubice óvárosa 1964-ben városi műemlékvédelmi terület lett. A Pernsteiniek a 16. század második felére eladósodtak. 1560-ban eladták az uradalmat Habsburg Miksának, akinek ideje alatt a város fejlődése megtorpant. A hamarosan elkezdődött harmincéves háború a város fejlődését még jobban visszavetette.
A város fejlődése újból csak a 19. században indult be.
1845. augusztus 20-án megérkezett az első vonat Pardubicere, Csehország első vasútján Olomoucról Prágába. A 19. század második felében a várost további vasúti vonalakkal látják el, ami a város fejlődését jelentékeny mértékben felgyorsítja. Új ipari létesítményei közé tartozik a szeszfőzde, cukorgyár, a Prokop-féle gyár malomban használatos gépek gyártására. a Fant-féle nyersolajfinomító és további gyárak. Ezzel párhuzamosan fejlődik a kultúra és a sport is. 1874-ben rendezték meg először a mára már nemzetközi hírnévre szert tett Nagy Pardubicei lóversenyt (Velká pardubická). A kulturális élet központja a Veselka hotel lesz, míg 1909-ben felépítik a városi színházat. A 20. század elején Pardubice lesz a cseh repüléstechnika egyik központja. 1910-ben Kašpar János (Jan Kašpar) valósította meg az első távrepülést Pardubiceből Prágába.
Az első világháború után újabb jelentős fejlődés kezdődik a város iparában. Megalakul az Explosia (ma Semtín és Telegrafia, előtte Tesla) gyár, mely robbanószerek gyártásával foglalkozik. 1931-ben Pardubicen zajlik az országos testnevelési és sportkiállítás. Ekkor épült a Grand Hotel, a múzeum, a mai élelmiszertechnológiai szakközépiskola. A második világháború alatt a szövetséges erők 3-szor bombázták a várost. A háború után új városnegyedeket kezdtek építeni, még a 40-es években a Dukla lakótelep épült meg. 1951-től trolibuszok közlekednek a városban. 1959-ben épült az új vasútállomás, mivel a régi épület a bombázásokkor megsérült. A 60-as években az Elba túlsó partján elkezdődött a Polabiny lakótelep építése. Ezután épült a Dubina és Cihelna lakótelep.

## A település nevének eredete
Eredetileg falu volt, melyet 1295-ben említ először okirat Pordoby néven. Ezek alapján az eredeti hangzás szerint a város neve Pordobice alakú lehetett (1318-ban Pordobitzként említik), vagyis mint "Pordobi emberek faluja". Ezt a nevet vélhetőleg lengyel cyriák szerzetesek hozták az Elba-mentére és egy lengyel helynévből (Porydęby) származik. Itt a cyriák szerzetesek a Szent Egyed kápolnát igazgatták.
A hangtani változást Pordob-ról Pardub-ra vélhetőleg a két o hangzó disszimilációja okozhatta, de téves összerendelése a cseh "pár dubů" (néhány tölgy) kifejezéssel vagy a Pardus személynévvel. Ennek pontos okai nem tisztázottak teljesen.

## Ipar
Pardubice Nyugat-Csehország ipari központja. A város a vasúti közlekedés megindításától rohamos fejlődésnek indult, főleg a 20. században. Az ipar főbb ágazatai: vegyipar, gépipar, és elektrotechnikai ipar.

### Vegyipar
Pardubicen régi tradíciója van a vegyiparnak. Ezt az iparágat két fő cég képviseli.
Paramo
Részvénytársaság, eredeti neve a Pardubické rafinérie minerálních olejů kifejezésből származtatható le (Pardubicei ásványi olaj finomító). A gyárat 1899 tavaszán alapította Fanta Dávid bécsi vállalkozó. A gyár háromnegyed részét a második világháború alatt lebombázták. 1945 után államosították, majd további részekkel bővítették. Ma Csehország egyik legnagyobb petrolkémiai üzeme.
Synthesia – Explosia
1920-ban Pardubice Semtín városrészében alapították a "Československá akciová továrna na látky výbušné" (Csehszlovák részvénytársaság robbanóanyagok gyártására) gyárát. 1928-ban alakult meg a testvérvállalata a "Synthesia" és 1934-ben átnevezték az egész gyárat "Explosia a.s."-re. 1946-ban államosították "Synthesia" néven, később átnevezték "Východočeské chemické závody n.p."-ra (Nyugat-Csehországi Vegyipari Vállalat). A 20. század 50-es, 60-as éveiben igen nagy fejlődésnek indult az üzem.
Ma "Synthesia, a.s." főképp cellulóz, pigment, festék és egyéb szerves anyagok gyártásával foglalkozik. 2300 személy dolgozik a gyárban, évi forgalma 2005-ben 3 570 mil. Kč.
Az "Explosia, a.s." jelentős szereppel bír az Unióban mint robbanóanyagok gyára. Az 1950-es évek végén itt találták fel a plasztikbombát, ismertebb nevén a Semtex-et, melynek neve a városrész nevéből (Semtín) vezethető le.

### Elektrotechnikai ipar
Az elektrotechnikai ipar elsősorban az új ipari zónában helyezkedik el, mely az ezredfordulón kezdett kiépülni Staré Čivice városrészben. A pardubicei egykori Tesla üzemből származnak a Tamara és Věra rádiólokátorok.
Foxconn
Információs technológiával foglalkozó vállalat. A chipek kivételével személyi számítógép alkatrészeket gyárt.
Panasonic
A Panasonic helyi gyára 2004-ben nyílt meg. Mobil telefonokat, autókba audio rendszereket gyárt az európai és Európán kívüli piacra. 1000 személyt foglalkoztat.

### Élelmiszeripar
Pardubicen már évszázadok óta gyártják az egyik leghíresebb csehországi mézeskalácsot. Ezen kívül sörgyár, kávépörkölő és pékség van a városban.
Pardubicei sörgyár (Pivovar Pernštejn)
A helyi sörgyárat a 14. században alapították. A legnagyobb fejlődésen a 15. és 16. században ment át Pernsteini Vilmos ideje alatt. 1993-ban az államosított üzem részvénytársasággá alakult. Ma a Pernštejn sörgyár a kevésbé ismertek közé tartozik.

## Közlekedés

### Vasúti közlekedés
Pardubice jelentős vasúti csomópont Csehországban. A város területén nyolc vasútállomás és vasúti megálló található. A legnagyobb közülük a főpályaudvar (Pardubice hlavní nádraží). További állomások Pardubice – Rosice nad Labem, melyet nemrég újítottak fel. A város vasúti megálló: Pardubice – Opočínek, Pardubice – Svítkov, Pardubice – Pardubičky, Pardubice – Černá za Bory, Pardubice – Semtín a Pardubice závodiště (lóversenypálya), amely lóversenypályán rendezik évente a Pardubicei Nagydíjat (Velká pardubická).

### Légi közlekedés
A Pardubicei repülőtér eredetileg katonai repülőtér volt. Ma egyaránt használják katonai és civil célra is. 2007 elején rendszeres vasárnapi járattal elindult Moszkva – Pardubice – Moszkva közlekedés.

### Közutak
Pardubice fontos közúti csomópont. Itt találkozik az észak-déli I/37-es út, mely Hradec Králové-t (Königgrätz) köti össze Chrudimmal. Kelet-nyugati irányban szeli át a várost az I/36-os út, mely 2006 óta össze van kötve a D11 sztrádával (Prága-Hradec Králové (Königgrätz)). A város az utóbbi időkben igencsak küszködik a területén keresztülhaladó nagy forgalom miatt.

## Sport
- 1874 óta Pardubicen minden ősszel (általában október közepén) megrendezik Európa egyik legnehezebb lóversenyét, a Velká pardubickát.
  - „A pardubicei akadályversenyek története 1874-től számítható [...] A versenypálya máig őrzi a múltat, több olyan árok, sövény és egyéb természetes akadály található itt, amely már a kezdeti időkben is útját állta a lovaknak és bátor lovasaiknak.”
- A HC Moeller Pardubice jégkorong klub 2005-ben megnyerte a cseh extraligát.

## Nevezetesebb események
- Velká pardubická (Pardubicei Nagydíj) – lóverseny
- Czech Open – a legnagyobb sakk-fesztivál a Földön (július)
- Pardubická juniorka – cseh ifi-tenisz bajnokság (augusztus)
- Pernštýnská noc (Pernsteini éjszaka) – városi ünnepségek (július)
- Festival smíchu (Nevető fesztivál) – a Pardubicei Színház fesztiválja (január)

## Híres személyek

### A város szülöttei
- Radek Baborák, cseh zenész
- Jiří Gruša, író és diplomata
- Dominik Hašek, cseh NHL-kapus
- Ota Janeček, cseh festő, grafikus és illusztrátor
- Jan Kašpar, cseh mérnök az első távrepülő pilóta
- Johann Franz Kempen, von Fichtenstamm báró, osztrák katonatiszt és a Gendarmerie alapítója
- Emil Artur Longen, cseh rendező, író, festő és dramaturg
- Tomáš Martinec, cseh jégkorongozó
- Vilém Mathesius, nyelvész, történész és anglista
- Jiří Kaufman, cseh futballista

### A városban éltek
- Jiří Bartoška, cseh színész, itt élte gyerekkorát
- Vojtěch Cach, cseh író és drámaíró
- Jan Gebauer, cseh nyelvész és irodalomtörténész, itt járt iskolába
- Vladimír Páral, cseh író, vegyészmérnöki tanulmányait itt végezte

## Népesség
A település népessége az elmúlt években az alábbi módon változott:
| Lakosok száma | 8197 | 18 724 | 36 642 | 39 080 | 91 855 | 90 889 | 90 044 | 90 688 | 88 520 | 92 362 |
|               | 1869 | 1890   | 1921   | 1950   | 1980   | 2001   | 2017   | 2019   | 2022   | 2024   |

## Fordítás
- Ez a szócikk részben vagy egészben  a   Pardubice című cseh Wikipédia-szócikk ezen változatának fordításán alapul.  Az eredeti cikk szerkesztőit annak laptörténete sorolja fel. Ez a jelzés csupán a megfogalmazás eredetét és a szerzői jogokat jelzi, nem szolgál a cikkben szereplő információk forrásmegjelöléseként.